# Nati nel 1928/Ottobre
| Questa pagina contiene informazioni ricavate automaticamente dalle voci biografiche con l'ausilio del template Bio e di un bot. L'aggiornamento è periodico e automatico e ricostruisce completamente la pagina. Se manca una persona in questa lista, sei pregato di non aggiungerla, ma accertati piuttosto che la sua voce biografica contenga il template Bio e che i dati anagrafici siano correttamente compilati. Se il template Bio manca, inseriscilo tu stesso o, in alternativa, metti l'avviso {{tmp\|Bio}} che ne segnala la mancanza. Se i dati riportati sono sbagliati, correggi direttamente la voce biografica; le modifiche saranno visibili in questa lista entro pochi giorni. Per chiarimenti vedi il progetto biografie. La lista contiene solo le 182 persone che sono citate nell'enciclopedia e per le quali è stato implementato correttamente il template Bio. Pagina aggiornata al 26 apr 2025. |

- 1º ottobre - Uccio Aloisi, cantante e musicista italiano († 2010)
- 1º ottobre - Laurence Harvey, attore e regista britannico († 1973)
- 1º ottobre - Willy Mairesse, pilota automobilistico belga († 1969)
- 1º ottobre - Estuardo Maldonado, scultore e pittore ecuadoriano († 2023)
- 1º ottobre - Jim Pattison, imprenditore canadese
- 1º ottobre - George Peppard, attore, regista e produttore cinematografico statunitense († 1994)
- 1º ottobre - Ed Setrakian, attore statunitense
- 1º ottobre - Erica Yohn, attrice e doppiatrice statunitense († 2019)
- 2 ottobre - Gustave Balister, ex schermidore belga
- 2 ottobre - Bonaventure Carvalho, allenatore di pallacanestro senegalese († 2009)
- 2 ottobre - George McFarland, attore e conduttore televisivo statunitense († 1993)
- 2 ottobre - Wolfhart Pannenberg, teologo tedesco († 2014)
- 2 ottobre - Arnold Richardson, giocatore di curling canadese
- 2 ottobre - Carlos Rojas, calciatore cileno
- 2 ottobre - Willy Tröger, calciatore tedesco orientale († 2004)
- 2 ottobre - Bob Weinstock, produttore discografico statunitense († 2006)
- 3 ottobre - Gianni Fucci, poeta italiano († 2019)
- 3 ottobre - Bernard Galler, matematico e informatico statunitense († 2006)
- 3 ottobre - Carme Guasch i Darné, poetessa spagnola († 1998)
- 3 ottobre - Christian d'Oriola, schermidore francese († 2007)
- 3 ottobre - Vito Pallabazzer, linguista e glottologo italiano († 2009)
- 3 ottobre - Shridath Ramphal, politico e diplomatico guyanese († 2024)
- 3 ottobre - Alvin Toffler, sociologo statunitense († 2016)
- 3 ottobre - Kåre Willoch, politico norvegese († 2021)
- 4 ottobre - Giacomo Attolico, diplomatico italiano († 2020)
- 4 ottobre - Margherita Isnardi Parente, filologa classica italiana († 2008)
- 4 ottobre - Bob Scott, pilota automobilistico statunitense († 1954)
- 4 ottobre - Jay Strongbow, wrestler statunitense († 2012)
- 4 ottobre - Torben Ulrich, tennista danese († 2023)
- 4 ottobre - Jorma Valkama, lunghista finlandese († 1962)
- 5 ottobre - Emidio Bruni, politico e partigiano italiano († 2014)
- 5 ottobre - Marisa Colomber, cantante e attrice italiana († 2013)
- 5 ottobre - Louise Fitzhugh, scrittrice e illustratrice statunitense († 1974)
- 5 ottobre - Geert Hofstede, antropologo e psicologo olandese († 2020)
- 5 ottobre - Gilbert Shea, tennista statunitense († 2020)
- 5 ottobre - Alberto Sughi, pittore italiano († 2012)
- 5 ottobre - Kurt Tschenscher, arbitro di calcio tedesco († 2014)
- 5 ottobre - Masud Alioglu, scrittore azero († 1973)
- 6 ottobre - György Csordás, nuotatore ungherese († 2000)
- 6 ottobre - Marco Guglielmi, attore italiano († 2005)
- 6 ottobre - Joe Hutton, cestista e allenatore di pallacanestro statunitense († 2009)
- 7 ottobre - Giuseppe Guarascio, politico italiano († 2013)
- 7 ottobre - Ali Kafi, politico e militare algerino († 2013)
- 7 ottobre - Sanne Ledermann, tedesca († 1943)
- 7 ottobre - Gilberto Antonio Marselli, sociologo italiano († 2019)
- 7 ottobre - René Mol, allenatore di pallacanestro belga († 2019)
- 7 ottobre - Sohrab Sepehri, poeta e pittore persiano († 1980)
- 7 ottobre - Maria Luisa Stringa, storica della filosofia italiana († 2015)
- 7 ottobre - Lorna Wing, psichiatra britannica († 2014)
- 8 ottobre - John Brockway, nuotatore britannico († 2009)
- 8 ottobre - Didi, calciatore e allenatore di calcio brasiliano († 2001)
- 8 ottobre - Don Oakes, calciatore gallese († 1977)
- 8 ottobre - Helmut Qualtinger, attore, scrittore e drammaturgo austriaco († 1986)
- 8 ottobre - Salvatore Sica, politico italiano († 2019)
- 8 ottobre - Sergio Viotto, alpinista italiano († 1964)
- 9 ottobre - Alfio Mandich, calciatore italiano († 2006)
- 9 ottobre - Pat O'Connor, pilota automobilistico statunitense († 1958)
- 9 ottobre - Einojuhani Rautavaara, compositore finlandese († 2016)
- 9 ottobre - Neil Turner, cestista statunitense († 2019)
- 10 ottobre - Leyla Gencer, soprano turco († 2008)
- 10 ottobre - Junior Mance, pianista e compositore statunitense († 2021)
- 10 ottobre - Hidetaka Nishiyama, artista marziale giapponese († 2008)
- 10 ottobre - Silas Silvius Njiru, vescovo cattolico keniota († 2020)
- 10 ottobre - Herbert Pililaau, militare statunitense († 1951)
- 10 ottobre - George Worthington, tennista e allenatore di tennis australiano († 1964)
- 10 ottobre - Hoàng Xuân Lãm, generale vietnamita († 2017)
- 11 ottobre - Salvatore Corallo, politico italiano († 2019)
- 11 ottobre - Mario De Prati, ex calciatore italiano
- 11 ottobre - Joseph Marie Louis Duval, arcivescovo cattolico francese († 2009)
- 11 ottobre - Constant Huysmans, calciatore belga († 2016)
- 11 ottobre - Alfonso de Portago, pilota automobilistico e bobbista spagnolo († 1957)
- 11 ottobre - Ferdinando Signorelli, politico e medico italiano († 2022)
- 12 ottobre - Marte Ferrari, sindacalista e politico italiano († 2022)
- 12 ottobre - J̌ivan Gasparyan, musicista sovietico († 2021)
- 12 ottobre - Venino Naldi, pittore, scultore e ceramista italiano († 1966)
- 12 ottobre - Amelia Podetti, scrittrice, filosofa e docente argentina († 1979)
- 12 ottobre - Álvaro Salvadores, cestista cileno († 2002)
- 13 ottobre - Federico Orlando, giornalista e politico italiano († 2014)
- 13 ottobre - Berto Pisano, compositore, direttore d'orchestra e arrangiatore italiano († 2002)
- 13 ottobre - Ken Scott, attore statunitense († 1986)
- 13 ottobre - Giorgio Stegani, regista e sceneggiatore italiano († 2020)
- 14 ottobre - Arnfinn Bergmann, saltatore con gli sci norvegese († 2011)
- 14 ottobre - Giovanni Bortot, politico e partigiano italiano († 2020)
- 14 ottobre - Gary Graffman, pianista, docente e manager statunitense
- 14 ottobre - Héctor Rial, calciatore argentino († 1991)
- 15 ottobre - Giuseppe Amarante, politico e sindacalista italiano († 2010)
- 15 ottobre - Pietro Laforgia, politico e avvocato italiano († 1995)
- 15 ottobre - Michele Manenti, calciatore italiano († 1988)
- 16 ottobre - Mary Daly, filosofa e teologa statunitense († 2010)
- 16 ottobre - Luigi Di Liegro, presbitero e attivista italiano († 1997)
- 16 ottobre - Nando Gazzolo, attore e doppiatore italiano († 2015)
- 16 ottobre - Ann Morgan Guilbert, attrice statunitense († 2016)
- 16 ottobre - Angelo Paoluzi, giornalista italiano († 2019)
- 16 ottobre - Karl Schirra, calciatore tedesco († 2010)
- 16 ottobre - Tullio Seppilli, antropologo italiano († 2017)
- 17 ottobre - Don Collier, attore statunitense († 2021)
- 17 ottobre - Gabriella Folliero, ex cestista italiana
- 17 ottobre - Giovanni Francesco Pala, vescovo cattolico e teologo italiano († 1987)
- 18 ottobre - Aurelio Crugnola, scenografo italiano († 2011)
- 18 ottobre - Maurice El Mediouni, cantante e pianista algerino († 2024)
- 18 ottobre - Enzo Jemma, pedagogista e scrittore italiano († 1956)
- 18 ottobre - Dimităr Milanov, calciatore bulgaro († 1995)
- 18 ottobre - Suzanne Schmitt, tennista francese († 2019)
- 18 ottobre - Ernest Simoni, cardinale e presbitero albanese
- 19 ottobre - Emiliano Farina, allenatore di calcio e calciatore italiano († 2012)
- 19 ottobre - Francisc Horvath, ex lottatore rumeno
- 19 ottobre - Borisav Jović, politico serbo († 2021)
- 19 ottobre - Michael Meier, arcivescovo cattolico tedesco († 2022)
- 19 ottobre - Lou Scheimer, produttore televisivo e doppiatore statunitense († 2013)
- 19 ottobre - Mustapha Zitouni, allenatore di calcio e calciatore algerino († 2014)
- 20 ottobre - Julia Gutiérrez Caba, attrice spagnola
- 20 ottobre - Li Peng, politico cinese († 2019)
- 20 ottobre - Oscar Mantegari, calciatore argentino († 2008)
- 20 ottobre - Giuseppe Pittau, arcivescovo cattolico italiano († 2014)
- 20 ottobre - Hélène Surgère, attrice francese († 2011)
- 21 ottobre - Whitey Ford, giocatore di baseball statunitense († 2020)
- 21 ottobre - Margaret G. Kivelson, astronoma statunitense
- 21 ottobre - Per Ljostveit, calciatore norvegese († 1990)
- 21 ottobre - Ardico Magnini, calciatore e allenatore di calcio italiano († 2020)
- 21 ottobre - Vern Mikkelsen, cestista, allenatore di pallacanestro e dirigente sportivo statunitense († 2013)
- 21 ottobre - Hilarión Osorio, calciatore paraguaiano († 1990)
- 21 ottobre - José Maria Pedroto, allenatore di calcio e calciatore portoghese († 1985)
- 21 ottobre - Giuseppe Pinelli, anarchico e partigiano italiano († 1969)
- 21 ottobre - René Saorgin, organista francese († 2015)
- 22 ottobre - Dominic Behan, paroliere, scrittore e cantautore irlandese († 1989)
- 22 ottobre - Nicola Cataldo, politico italiano († 2014)
- 22 ottobre - Giacomino Curreno di Santa Maddalena, partigiano italiano († 1945)
- 22 ottobre - Clare Fischer, pianista, compositore e arrangiatore statunitense († 2012)
- 22 ottobre - Nelson Pereira dos Santos, regista, sceneggiatore e produttore cinematografico brasiliano († 2018)
- 22 ottobre - Willy Rizzo, fotografo e designer italiano († 2013)
- 22 ottobre - Walter Valentini, pittore, scultore e incisore italiano († 2022)
- 23 ottobre - Bella Darvi, attrice polacca († 1971)
- 23 ottobre - Wim van der Gijp, calciatore olandese († 2005)
- 23 ottobre - Artur Iosifovič Vojteckij, regista sovietico († 1993)
- 23 ottobre - Zhu Rongji, politico cinese
- 24 ottobre - Valerio Miroglio, artista italiano († 1991)
- 24 ottobre - Jürgen Untermann, filologo e epigrafista tedesco († 2013)
- 25 ottobre - Jeanne Cooper, attrice statunitense († 2013)
- 25 ottobre - Anthony Franciosa, attore statunitense († 2006)
- 25 ottobre - Adolphe Gesché, presbitero e teologo belga († 2003)
- 25 ottobre - Günter Lüling, teologo tedesco († 2014)
- 25 ottobre - Paulo Mendes da Rocha, architetto e urbanista brasiliano († 2021)
- 25 ottobre - Peter Naur, informatico danese († 2016)
- 25 ottobre - Marion Ross, attrice statunitense
- 25 ottobre - María Dhialma Tiberti, scrittrice argentina († 1987)
- 26 ottobre - Albert Brewer, politico statunitense († 2017)
- 26 ottobre - Ed Brown, giocatore di football americano statunitense († 2007)
- 26 ottobre - Antonio Castela, ex calciatore portoghese
- 26 ottobre - Gertrude Liebhart, canoista austriaca († 2008)
- 26 ottobre - Gianni Minervini, produttore cinematografico e attore italiano († 2020)
- 26 ottobre - Cliff Murray, cestista statunitense († 2018)
- 26 ottobre - Francisco Solano López, fumettista argentino († 2011)
- 27 ottobre - Milka Babović, giornalista, ostacolista e velocista jugoslava († 2020)
- 27 ottobre - Miroslav Filip, scacchista ceco († 2009)
- 27 ottobre - Irving Guttman, regista teatrale canadese († 2014)
- 27 ottobre - Joseph Phan Thế Hinh, vescovo cattolico vietnamita († 1989)
- 27 ottobre - Kyle Rote, giocatore di football americano statunitense († 2002)
- 28 ottobre - Ronaldo Bôscoli, compositore, impresario teatrale e produttore teatrale brasiliano († 1994)
- 28 ottobre - Marcel Bozzuffi, attore, doppiatore e regista francese († 1988)
- 28 ottobre - Luigi Carello, calciatore italiano († 2003)
- 28 ottobre - Fevziye Sultan, principessa ottomana († 2014)
- 28 ottobre - Florence Klotz, costumista statunitense († 2006)
- 28 ottobre - John Ogilvie, calciatore scozzese († 2020)
- 28 ottobre - Ion Mihai Pacepa, militare rumeno († 2021)
- 28 ottobre - Lawrie Reilly, calciatore scozzese († 2013)
- 28 ottobre - Muhammad Sayyid Tantawi, religioso egiziano († 2010)
- 29 ottobre - Ben Chapman, attore statunitense († 2008)
- 29 ottobre - Caterina Durante, giornalista, scrittrice e insegnante italiana († 2004)
- 29 ottobre - Karl Giesser, calciatore austriaco († 2010)
- 29 ottobre - Sherwin Raiken, cestista statunitense († 2009)
- 30 ottobre - Romano Agostinelli, calciatore e allenatore di calcio italiano († 2019)
- 30 ottobre - Raúl Cárdenas, allenatore di calcio e calciatore messicano († 2016)
- 30 ottobre - Daniel Nathans, biologo statunitense († 1999)
- 30 ottobre - Giovanni Orelli, scrittore e poeta svizzero († 2016)
- 30 ottobre - Fatemeh Pahlavi, principessa iraniana († 1987)
- 30 ottobre - Antonio Santucci, vescovo cattolico italiano († 2018)
- 31 ottobre - Erik Bruhn, danzatore, coreografo e attore danese († 1986)
- 31 ottobre - Jean-François Deniau, politico, scrittore e giornalista francese († 2007)
- 31 ottobre - Dianne Foster, attrice canadese († 2019)
- 31 ottobre - Vittorio Lucarelli, schermidore italiano († 2008)
- 31 ottobre - Luciana Pezzoni, ex ginnasta italiana
- 31 ottobre - Roy Romer, politico e avvocato statunitense